# Donja Pušća
 Donja Pušća  falu Horvátországban Zágráb megyében. Közigazgatásilag  Pušća községhez  tartozik, annak központi települése.

## Fekvése
Zágrábtól 20 km-re északnyugatra, a Marijagoricai előhegység északi részén, a Pušća-patak partján fekszik.

## Története
A település neve a „pust” (puszta, lakatlan) főnévből származik. Egyházi források név nélkül már 1204-ben említenek itt települést és Szent György plébániáját, melynek első név szerinti említése 1334-ben a zágrábi káptalan statutumában történt. A mai plébániatemplom elődjének építését történészek 1263-ra teszik.
Az 1493-as korbáviai csatát megelőző török hadjárat során az akindzsik a vidék teljes lakosságát kipusztították. A földeket és szőlőskerteket felverte a gaz. Ezután 1504-ben említik Pušća települést. 1513-ban Mato Bužani a falu feletti magaslatra kápolnát építtetett, melyet a Rózsafüzéres Szűzanya tiszteletére szenteltek. 1573-ban az itteniek is részt vettek a Matija Gubec vezette horvát parasztfelkelésben. 1630-ban felépült a Rauch-kastély.
1848-ban említik először a település iskoláját, mely akkor még fából épült. Az épület alsó részén vendéglő működött, míg felül voltak a tantermek. Hamarosan azonban az épület leégett és a tanítást egy családi házban tartották. 1873-ban új, a falut átszelő utat építettek. 1878-ban a Rauchok panaszt emeltek a királynál, mert a parasztok nem fizették rendesen az adót. 1886-ban begördült az első vonat az új Zágráb-Varasd vasútvonalon. 1895-ben felépült az első falazott, egytantermes iskolaépület. 1908-ban az oktatás a Rauch-kastélyban zajlott, amíg 1913-ban felépült az iskola új épülete és a községháza. 1923-ban a horvát oktatási kormányzat megvásárolta a család örököseitől a Rauch-kastélyt gyermeküdülő és gazdasági iskola számára.
A falunak 1857-ben 297, 1910-ben 317 lakosa volt. Trianon előtt Zágráb vármegye Zágrábi járásához tartozott. Az áramot 1952-ben vezették be a településre, 1959-ben megindult a buszközlekedés. A telefont 1960-ban, a gázt 2001-ben vezették be. 2002-ben felépült az iskola mai épülete. 2011-ben 798 lakosa volt.

## Lakosság

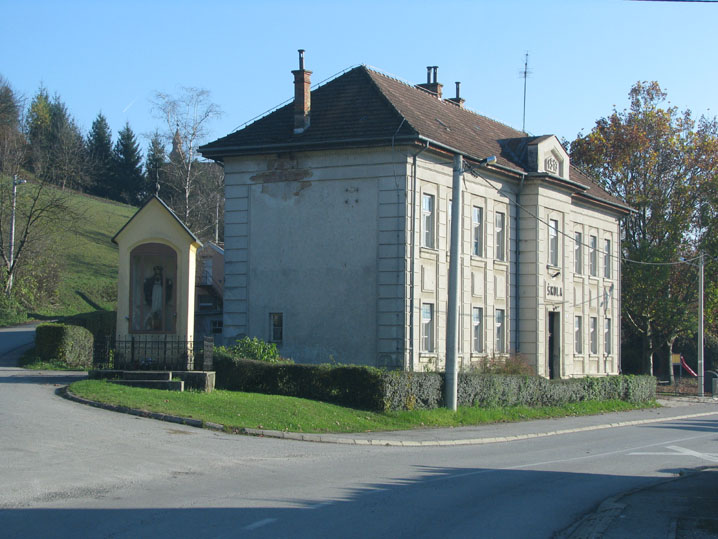
Az iskola régi épülete

| Lakosság változása | Lakosság változása | Lakosság változása | Lakosság változása | Lakosság változása | Lakosság változása | Lakosság változása | Lakosság változása | Lakosság változása | Lakosság változása | Lakosság változása | Lakosság változása | Lakosság változása | Lakosság változása | Lakosság változása | Lakosság változása |
| ------------------ | ------------------ | ------------------ | ------------------ | ------------------ | ------------------ | ------------------ | ------------------ | ------------------ | ------------------ | ------------------ | ------------------ | ------------------ | ------------------ | ------------------ | ------------------ |
| 1857               | 1869               | 1880               | 1890               | 1900               | 1910               | 1921               | 1931               | 1948               | 1953               | 1961               | 1971               | 1981               | 1991               | 2001               | 2011               |
| 297                | 289                | 251                | 256                | 291                | 317                | 338                | 350                | 377                | 403                | 483                | 539                | 683                | 707                | 763                | 798                |

## Nevezetességei
- Szent György tiszteletére szentelt plébániatemploma középkori eredetű, mai formájában barokk stílusú. Fennmaradt három klasszicista oltára, szószéke és padjai. Legértékesebb műkincsei két 18. századi kehely.[4]
- A Rózsafüzéres Szűzanya tiszteletére szentelt kápolnáját 1513-ban építették. Barokk főoltára 1722-ben épült, ezen kívül két rokokó oltára van. Értékes még szószéke a négy evangélista ábrázolásával és a keresztút képei.
- A főút mellett áll Szent Flórián 1778-ban készített barokk szobra.
- A régi iskola épülete[5] egy szabadon álló egyemeletes épület. Az épület négyszögletes alaprajzú, a homlokzatokon pedig a késő szecesszió díszítőelemei találhatók. Az épületet 1913-ban emelték és nagyban hozzájárult a település központjának kialakulásához.

## Oktatás
A település főutcája mentén áll az iskola egyemeletes épülete. Négyszögletes alaprajzú épület, melynek homlokzatait a késő szecesszió díszítőelemei jellemzik. Az épületet 1913-ban emelték, tájolásával és kialakításával, valamint városias formájával hozzájárult a település központjának kialakulásához.

## Külső hivatkozások
- Pušća község hivatalos oldala
- Az alapiskola honlapja